# Petrovačka reka
La Petrovačka reka (en serbe cyrillique : Петровачка река) est une rivière de Serbie. Elle a une longueur de 31 km et elle est un affluent gauche de la Lepenica.
La Petrovačka reka appartient au bassin versant de la mer Noire. Son propre bassin couvre une superficie de 150 km2. Elle n'est pas navigable.

## Géographie
La Petrovačka reka prend sa source à Ramaća, au pied de la Božurova glavica (690 m). Elle coule en direction de l'est jusqu'à son confluent avec la Lepenica à la hauteur du village de Jovanovac. La rivière est connue sous plusieurs noms : dans son cours supérieur, elle porte aussi le nom de Kutlovačka reka ; au milieu de sa course, elle est appelée Uglješnica et, dans la partie inférieure de son cours, elle est connue sous le nom de Petrovačka reka. L'affluent principal de la rivière est le Limovac, qui prend sa source sur les hauteurs du mont Vučjak, sur le territoire du village de Veliki Šenj.